# Carrie Hope Fletcher
Carrie Hope Fletcher (Harrow, Londres, 22 d'octubre de 1992) és una cantant, compositora, actriu, escriptora i youtuber anglesa.
De petita, Fletcher va participar en alguns anuncis i papers secundaris de televisió, així com en el musical Les Misérables al West End londinenc. L'any 2011 va començar el seu canal de YouTube, Carrie Hope Fletcher (antigament ItsWayPastMyBedtime), en el qual hi publica vlogs i covers musicals, i que sobrepassa el mig milió de subscriptors.

## Biografia
Fletcher va néixer i créixer al barri londinenc de South Harrow, al districte de Harrow, amb els seus pares, Bob i Debbie Fletcher, i el seu germà gran, el cantant i guitarrista Tom Fletcher, del grup McFly. Fletcher va començar a actuar a l'edat de cinc anys en un anunci dels cereals Cheerios juntament amb l'actor Kelsey Grammer, seguidament de paper secundaris en programes infantils.

## Teatre
Fletcher va debutar a West End amb nou anys com a Éponine jove al musical Les Misérables (2001). L'any 2002, Fletcher va interpretar el paper de Jemima Potts al musical Chitty Chitty Bang Bang, i el 2004, el de Jane Banks a la versió musical de Mary Poppins.
L'any 2013, Fletcher va tornar a Les Misérables per a interpretar de nou Éponine, ara amb 21 anys i al teatre Queen's Theatre, que li va valer un premi WhatsOnStage. El novembre de 2014, va deixar momentàniament el seu personatge d'Éponine per a endinsar-se en el musical de La guerra dels mons (War of the Worlds), dirigit per Jeff Wayne i amb el qual va recórrer tot el Regne Unit. Després del tour, Fletcher va continuar representant Éponine fins al 13 de febrer de 2016, convertint-se d'aquesta manera en l'actriu que més anys ha interpretat el paper en els trenta anys d'història de Les Misérables a Londres.
L'any 2016 va anunciar que tornaria al musical Chitty Chitty Bang Bang interpretant el paper de Truly Scrumptious, que recorreria els escenaris del Regne Unit des del mes de març fins a l'octubre del mateix any. Va ser llavors que Fletcher tornaria a posar-se a la pell d'Éponine durant un mes en la producció de Les Misérables a Dubai.
L'any 2017, Fletcher formaria part del repartiment en el tour anglès del musical La família Addams, interpretant Wednesday Addams, amb Samantha Womack i Les Dennis. El desembre de 2017 va aparèixer amb el seu germà Tom, la seva cunyada Giovanna Fletcher i Harry Judd en el musical Christmasaurus, escrit pel mateix Tom Fletcher, al teatre Eventim Apollo (antic Hammersmith Apollo).
Des de l'abril de 2018 fins al novembre del mateix any, Fletcher va interpretar Veronica Sawyer en el musical Heathers: The Musical, primer en el teatre The Other Palace, després al Theatre Royal Haymarket.
El febrer de 2019 va anunciar que tornaria a Les Misérables durant setze setmanes per a interpretar el paper de Fantine al teatre Gielgud en una versió concertada del musical.

## Música
Fletcher va llançar el seu primer àlbum en solitari When The Curtain Falls el 30 de març de 2018. Va ser llançat a través dels productors de discos musicals Club 11 de Londres i va acompanyar els seus primers 4 concerts en solitari al Cadogan Hall de Londres els dies 31 de març i 1 d'abril de 2018.

## Carrera literària
A l'abril de 2015, Fletcher va publicar el seu primer llibre, All I Know Now: Wonderings and Reflections on Growing Up Gracefully, basat en el seu blog del mateix nom. El llibre, de gènere no-ficció, se centra en les etapes de la vida de Fletcher com a adolescent i transmet les lliçons de la vida i l'assessorament a través dels seus propis errors i lluites en la mesura que va créixer. El seu llibre va ser bestseller del Sunday Times i va romandre a la llista dels deu primers set setmanes.
El juny de 2015, Fletcher va anunciar oficialment que havia començat a escriure una nova novel·la de ficció, titulada On The Other Side, que es va publicar el 14 de juliol de 2016. El març de 2017, Fletcher va anunciar la seva segona novel·la All That She Can See, que va ser publicada el 13 de juliol. 2017. L'octubre del 2017 va anunciar la seva tercera novel·la, When the Curtain Falls, que es va publicar el 12 de juliol de 2018.
L'octubre del 2018, Fletcher va anunciar la seva quarta novel·la, In the Time We Lost, del qual la data de publicació prevista és el 17 d'octubre de 2019.